# Raïon de Kola
Le raïon de Kola (en russe : Ко́льский райо́н) est l'un des six raïons de l'oblast de Mourmansk, en Russie. Son centre administratif est la ville de Kola.

## Géographie
Le raïon s'étend sur 28 320 km2 dans la péninsule de Kola, à l'extrême nord-ouest de la Russie. Il est limité au nord par la mer de Barents, au nord-ouest et à l'ouest par le raïon de Petchenga et au sud-ouest par la Finlande.

## Histoire
Le raïon a été formé le 1er août 1927 sous le nom de raïon de Kola-Loparskaïa. Il fut renommé raïon de Kola en février 1935. Il a le statut de district municipal depuis 2004.

## Population
Le raïon est très faiblement peuplé, puisque sa densité est à peine de 1,5 hab./km2. 
Selon le recensement de 2010, la population du territoire s'élevait à 44 670 habitants, dont 50,1 % d'hommes et 49,9 % de femmes .
Les localités les plus peuplées sont Mourmachi (14 200 habitants) et ensuite Kola (10 400 habitants).

## Subdivisions

### Municipalités
| N° | Municipalité                             | Centre administratif | Nombre de localités | Population 2023 |
| -- | ---------------------------------------- | -------------------- | ------------------- | --------------- |
| 1  | Établissement urbain de Verkhnetoulomski | Verkhnetoulomski     | 2                   | 1264            |
| 2  | Établissement urbain de Kildinstroï      | Kildinstroï          | 5                   | 4316            |
| 3  | Établissement urbain de Kola             | Kola                 | 1                   | 8933            |
| 4  | Établissement urbain de Molotchny        | Molotchny            | 2                   | 4045            |
| 5  | Établissement urbain de Mourmachi        | Mourmachi            | 1                   | 9449            |
| 6  | Établissement urbain de Toumanny         | Toumanny             | 1                   | 389             |
| 7  | Établissement rural de Mejdouretchié     | Mejdouretchié        | 6                   | 1447            |
| 8  | Établissement rural de Pouchnoï          | Pouchnoï             | 7                   | 1029            |
| 9  | Établissement rural de Teriberka         | Teriberka            | 5                   | 528             |
| 10 | Établissement rural de Touloma           | Touloma              | 3                   | 1759            |
| 11 | Établissement rural d'Oura-Gouba         | Oura-Gouba           | 1                   | 351             |

### Localités
Le raïon de Kandalakcha comptait au 5 juillet 2021 34 localités. Les localités les plus peuplées sont la commune urbaine de Mourmanchi (9 568 habitants au recensement de 2021), la ville de Kola (9 016 habitants en 2021) et la commune urbaine de Molotchny (4 194 habitants en 2021).
| Liste des localités | Liste des localités  | Liste des localités | Liste des localités | Liste des localités | Liste des localités                      |
| N°                  | Localité             | Statut              | Population 2010     | Population 2021     | Municipalité                             |
| ------------------- | -------------------- | ------------------- | ------------------- | ------------------- | ---------------------------------------- |
| 1                   | Belokamenka          | village             | 84                  |                     | Établissement rural de Mejdouretchié     |
| 2                   | Verkhnetoulomski     | commune urbaine     | 1580                | 1320                | Établissement urbain de Verkhnetoulomski |
| 3                   | Vostchnoï Kildine    | localité            | 4                   |                     | Établissement rural de Teriberka         |
| 4                   | Vykhodnoy            | village-gare        | 37                  | 16                  | Établissement urbain de Molotchny        |
| 5                   | Goloubié Routchi     | localité            | 447                 |                     | Établissement urbain de Kildinstroï      |
| 6                   | Dalnié Zelentsy      | localité            | 52                  |                     | Établissement rural de Teriberka         |
| 7                   | Zapadny Kildine      | localité            | 6                   |                     | Établissement rural de Teriberka         |
| 8                   | Zverosovkhoze        | localité            | 1598                | 1308                | Établissement urbain de Kildinstroï      |
| 9                   | Kilpiavr             | localité            | 884                 |                     | Établissement rural de Mejdouretchié     |
| 10                  | Kildinstroï          | commune urbaine     | 2063                | 2244                | Établissement urbain de Kildinstroï      |
| 11                  | Kitsa                | village-gare        | 45                  |                     | Établissement rural de Pouchnoï          |
| 12                  | Kola                 | ville               | 10 437              | 9016                | Établissement urbain de Kola             |
| 13                  | Loparskaïa           | village-gare        | 173                 |                     | Établissement rural de Pouchnoï          |
| 14                  | Magnetity            | village-gare        | 124                 |                     | Établissement urbain de Kildinstroï      |
| 15                  | Mejdouretchié        | localité            | 975                 |                     | Établissement rural de Mejdouretchié     |
| 16                  | Minkino              | village             | 433                 |                     | Établissement rural de Mejdouretchié     |
| 17                  | Michoukovo           | localité            | 211                 |                     | Établissement rural de Mejdouretchié     |
| 18                  | Morkaïa Kitsa        | localité            | 40                  |                     | Établissement rural de Pouchnoï          |
| 19                  | Molotchny            | commune urbaine     | 5208                | 4194                | Établissement urbain de Molotchny        |
| 20                  | Mourmachi            | commune urbaine     | 14152               | 9568                | Établissement urbain de Mourmachi        |
| 21                  | Nial                 | village-gare        | 7                   |                     | Établissement rural de Touloma           |
| 22                  | Ostrov Bolshoï Oleny | localité            | 6                   |                     | Établissement rural de Teriberka         |
| 23                  | Pestchany            | localité            | 139                 |                     | Établissement rural de Pouchnoï          |
| 24                  | Poulozero            | village             | 7                   |                     | Établissement rural de Pouchnoï          |
| 25                  | Piaïve               | localité            | 782                 |                     | Établissement rural de Pouchnoï          |
| 26                  | Pentinskoïe          | village-gare        | 54                  |                     | Établissement rural de Touloma           |
| 27                  | Retinskoïe           | localité            | 0                   |                     | Établissement rural de Mejdouretchié     |
| 28                  | Svetly               | localité            | 4                   |                     | Établissement urbain de Verkhnetoulomski |
| 29                  | Taïbola              | village-gare        | 14                  |                     | Établissement rural de Pouchnoï          |
| 30                  | Teriberka            | village             | 957                 |                     | Établissement rural de Teriberka         |
| 31                  | Touloma              | village             | 1991                | 1771                | Établissement rural de Touloma           |
| 32                  | Toumanny             | commune urbaine     | 685                 | 404                 | Établissement urbain de Toumanny         |
| 33                  | Oura-Gouba           | village             | 517                 |                     | Établissement rural de d'Oura-Gouba      |
| 34                  | Chongouï             | localité            | 1038                |                     | Établissement urbain de Kildinstroï      |